# Fotodermatitis
Fotodermatitis (af græsk photo: lys, og derma: hud) er et udtryk for hudens reaktion på solens uv-stråler. Det kan skyldes bl.a. medicin, der gør huden mere følsom, hudprodukter, f.eks. solcreme der indeholder PABA eller visse parfumer, visse autoimmune sygdomme som f.eks. systemisk lupus erythematosus eller vitaminmangel. Læger kan diagnosticere fotodermatitis ved hjælp af en fototest.

## Årsag
Flere medikamina kan forårsage fotodermatitis:
- Psoralener, tjære og fotoaktive farvestoffer, herunder eosin
- PABA, der findes i visse solcremer
- Hexachlorophen, der findes i visse antibakterielle sæber
- Kontakt med saften fra Kæmpe-Bjørneklo eller Almindelig Rude (Ruta graveolens), der findes vildtvoksende i det meste af Danmark
- Tetracycliske antibiotika
- NSAID
- Det fluoroquinolone antibiotika Sparfloxacin kan i sjældne tilfælde (ca. 2%) give fotodermatitis
- Pellagra

Fælles for disse er, at de alene ikke giver fotodermatitis; først når huden efterfølgende udsœttes for uv-stråling fra solen udvikles symptomerne.

## Symptomer
Omfatter ofte hævelse, en brændende fornemmelse i huden, et rødt, kløende udslæt, der med tiden kan blive til små blærer, samt afskallende hud. Der kan ligeledes indtræde kvalme.
Symptomer opstår typisk 1-2 døgn efter udsættelse for allergenet og sollys; et klassisk eksempel er børn, der leger blandt bjørneklo og som dagen efter udvikler sviende eller brændende udslæt på ben eller arme.

## Forebyggelse
Forebyggelse omfatter beskyttelse mod sollys:
- Bliv inden døre i dagens mest solrige periode (fra middag til kl. 3 eftermiddag)
- Dæk huden til med lange bukser og ærmer og en bredskygget hat når det er sandsynligt, at huden udsættes for skarpt sollys. Husk at skydække ikke beskytter mod uv-stråling [kilde mangler]
- Undgå kemikalier, der kan forårsage en reaktion (undlad dog ikke at tage ordineret medicin uden at konsultere en læge)
- Brug solbeskyttelse med mindst faktor 30
- Ved svære/alvorlige symptomer, søg læge, vagtlæge eller skadestue

## Medicinsk behandling
- I tilfælde af Pellagra som udløsende årsag er niacin den specifikke behandling

## Ikke-medicinsk behandling
- Grøn te indeholder antioxidanter, der kan hjælpe
- Morgenfruer har været anvendt
- Aloe kan anvendes udvortes

Symptomerne heler gerne op i løbet af 8-14 dage. Herefter ses en misfarvning af huden i det angrebne område, som kan være måneder, nogle gange et halvt år, om at forsvinde.

## Fødevarer som behandling
- Betakaroten, der findes i især gulerødder siges at afhjælpe symptomerne – dette er dog ikke dokumenteret
- Omega-3-fedtsyrer, der findes i fisk og hørfrø
- Protein – vil især hjælpe patienter, hvor fejlernæring er udløsende årsag